# Proletarskij (Bělgorodská oblast)
Proletarskij (rusky Пролетарский) je sídlo městského typu v Bělgorodské oblasti v Rusku. Žije zde 9 040 obyvatel (2021).

## Geografie
Obec se nachází asi 70 km vzdušnou čarou severozápadně od oblastního centra Bělgorodu a asi 5 km jihozápadně od okresního centra Rakitnoje.
Proletarskij se rozkládá na rozvodí řek Vorskla a Psel v povodí Dněpru.

## Dějiny
Vznik osady souvisí se stavbou železnice na počátku 20. století. V letech 1896 až 1901 byla postavena soukromá železniční trať Bělgorod - Sumy. V roce 1903 byla na popud nejvýznamnějších vlastníků půdy a cukrovarů v oblasti, šlechtické rodiny Josupovových a obchodníků Těreščenka a Charitoněnka, otevřena železniční stanice Gotňa nedaleko Rakitnoje, kde Jusupovovy měli své sídlo.
V roce 1911 otevřela Severní Doněcká dráha svou trasu z Donbasu přes Charkov do Lgova. Gotňa se stala důležitou stanicí, byla zde postavena nová výpravní budova a větší depo. Okolo stanice vznikla stejnojmenná osada, která se rychle rozrůstala. Stála zde škola i kostel.
V roce 1938 byly spojeny osady Gotňa, Razdolje a Pokrokovskij do jednoho sídla, které získalo současný název Proletarskij a získalo status sídla městského typu. Železniční stanice v obci si ponechala svůj původní název.
Během druhé světové války byl Proletarskij okupován německým Wehrmachtem od 20. října 1941 až do 19. února 1943.

## Hospodářství a doprava
V obci jsou především menší závody potravinářského (drůbežárny, vepřín, zpracování masa, pokusný závod na krmení ryb) a stavebního průmyslu.
Proletarskij je důležitým železničním uzlem, u nádraží je opravna železničních vozů.